# Garhmukteshwar
Garh mukteshwar  es una ciudad y una junta municipal en el distrito de Hapur en el estado de Uttar Pradesh , India. 

## Demografía
Garhmukteshwar tenía una población de casi 60000.  Los varones constituyen el 54% de la población y las mujeres el 46%.  Garhmukteshwar tiene una tasa de alfabetización promedio del 82%, superior al promedio nacional del 74%: la alfabetización masculina es del 88% y la alfabetización femenina es del 76%.  En Garhmukteshwar, el 11% de la población es menor de 6 años.  

## Ubicación
Garhmukteshwar está situado en la Carretera Nacional 9 , que lo conecta con Nueva Delhi , que está a unos 100 km de distancia, y pone el pueblo, que está a 5 km desde el río Ganges , en una ruta directa desde la capital de la India hasta ese río.  

## Historia
Garhmukteshwar es un lugar antiguo que se menciona en el Bhagavata Purana y el Mahabharata .  Hay afirmaciones de que era parte de la antigua Hastinapur , la capital de los Pandavas .  Una antigua fortaleza, reparada por el líder de Maratha Mir Bhawan, se convirtió, bajo los británicos, en la sede del tehsil.  El nombre de la ciudad se deriva del templo de Mukteshwar Mahadeva, dedicado a la diosa Ganga, que es adorada allí en cuatro templos.  La ciudad tiene 80 pilares sati , marcando los lugares donde se dice que las viudas hindúes se han convertido en satimata.  La ciudad también tiene una mezquita, construida por Gays-ud-din Balban, que lleva una inscripción en árabe que data de 682 Hijri (1283 dC).  ).

## Violencia antimusulmana
Garhmukteshwar fue el escenario de una importante violencia antimusulmana en noviembre de 1946, en un momento en que varias áreas de la India británica estaban experimentando importantes disturbios comunales cuando se produjo la división del país en India y Pakistán.  Gyanendra Pandey describe el lugar como "una metáfora de las atrocidades de la partición; y la partición en sí misma, una metáfora del tipo de violencia genocida extraordinaria que no se volvió a presenciar en la India, quizás hasta 1984".  Una mela (feria) se celebró a 5 km de la ciudad asistieron entre 700 000 y 800 000 personas, y el 6 de noviembre de 1946 hubo una serie de ataques contra comerciantes musulmanes en el evento, que resultaron en 46 muertes y otras 39 personas heridas.  Los asaltos y también los ataques incendiarios continuaron durante varios días en la mela, mientras que la ciudad de Garhmukteshwar fue testigo de una gran cantidad de atrocidades antimusulmanas, incluidos asesinatos, incendios y la destrucción del barrio musulmán. Los informes oficiales indicaron que el número de muertos musulmanes en la ciudad era de al menos 214 personas, y también hubo muchas muertes hindúes en ataques de represalia.
Las investigaciones oficiales sobre la violencia en Uttar Pradesh en ese momento señalan que hubo un "deseo de venganza" entre los hindúes y los musulmanes, como resultado de las noticias de violencia similar en Calcuta .

## Clima
| Climograma de Garhmukteshwar | Climograma de Garhmukteshwar | Climograma de Garhmukteshwar | Climograma de Garhmukteshwar | Climograma de Garhmukteshwar | Climograma de Garhmukteshwar | Climograma de Garhmukteshwar | Climograma de Garhmukteshwar | Climograma de Garhmukteshwar | Climograma de Garhmukteshwar | Climograma de Garhmukteshwar | Climograma de Garhmukteshwar |
| --- | ---------------------------- | ---------------------------- | ---------------------------- | ---------------------------- | ---------------------------- | ---------------------------- | ---------------------------- | ---------------------------- | ---------------------------- | ---------------------------- | ---------------------------- |
| E | F                            | M                            | A                            | M                            | J                            | J                            | A                            | S                            | O                            | N                            | D                            |
| 20 8 | 25 24 11                     | 25 30 16                     | 10 37 21                     | 41 40 26                     | 97 38 28                     | 190 35 27                    | 207 34 27                    | 134 34 25                    | 12 33 19                     | 4 28 13                      | 10 23 8                      |
| temperaturas en °C • totales de precipitación en mm |                              |                              |                              |                              |                              |                              |                              |                              |                              |                              |                              |
| Conversión sistema imperial\| E \| F \| M \| A \| M \| J \| J \| A \| S \| O \| N \| D \| \| 0.8 68 46 \| 1 75 52 \| 1 86 61 \| 0.4 99 70 \| 1.6 104 79 \| 3.8 100 82 \| 7.5 95 81 \| 8.1 93 81 \| 5.3 93 77 \| 0.5 91 66 \| 0.2 82 55 \| 0.4 73 46 \| \| temperaturas en °F • totales de precipitación en pulgadas \| \| \| \| \| \| \| \| \| \| \| \| |                              |                              |                              |                              |                              |                              |                              |                              |                              |                              |                              |
| E | F                            | M                            | A                            | M                            | J                            | J                            | A                            | S                            | O                            | N                            | D                            |
| 0.8 68 46 | 1 75 52                      | 1 86 61                      | 0.4 99 70                    | 1.6 104 79                   | 3.8 100 82                   | 7.5 95 81                    | 8.1 93 81                    | 5.3 93 77                    | 0.5 91 66                    | 0.2 82 55                    | 0.4 73 46                    |
| temperaturas en °F • totales de precipitación en pulgadas |                              |                              |                              |                              |                              |                              |                              |                              |                              |                              |                              |

 Garhmukteshwar tiene un clima subtropical húmedo de influencia monzónica caracterizado por veranos muy calurosos e inviernos fríos.  Los veranos duran desde principios de abril hasta finales de junio y son extremadamente calurosos, con temperaturas que alcanzan los 43 °C.   El monzón llega a finales de junio y continúa hasta mediados de septiembre.  Las temperaturas bajan ligeramente, con una gran cantidad de nubes pero con mayor humedad.  Las temperaturas suben nuevamente en octubre y la ciudad tiene una estación de invierno suave y seca desde fines de octubre hasta mediados de marzo La temperatura más baja registrada es de 0,5°C.     Las precipitaciones es de unos 80 cm a 100 cm por año, lo que es adecuado para los cultivos en crecimiento.  La mayor parte de la lluvia se recibe durante el monzón .  La humedad varía de 30 a 100%.  El pueblo no recibe nieve. 
| Parámetros climáticos promedio de | Parámetros climáticos promedio de | Parámetros climáticos promedio de | Parámetros climáticos promedio de | Parámetros climáticos promedio de | Parámetros climáticos promedio de | Parámetros climáticos promedio de | Parámetros climáticos promedio de | Parámetros climáticos promedio de | Parámetros climáticos promedio de | Parámetros climáticos promedio de | Parámetros climáticos promedio de | Parámetros climáticos promedio de | Parámetros climáticos promedio de |
| Mes                               | Ene.                              | Feb.                              | Mar.                              | Abr.                              | May.                              | Jun.                              | Jul.                              | Ago.                              | Sep.                              | Oct.                              | Nov.                              | Dic.                              | Anual                             |
| --------------------------------- | --------------------------------- | --------------------------------- | --------------------------------- | --------------------------------- | --------------------------------- | --------------------------------- | --------------------------------- | --------------------------------- | --------------------------------- | --------------------------------- | --------------------------------- | --------------------------------- | --------------------------------- |
| [cita requerida]                  |                                   |                                   |                                   |                                   |                                   |                                   |                                   |                                   |                                   |                                   |                                   |                                   |                                   |

## Atracciones
- El antiguo Templo de Ganga tuvo una vez alrededor de 100 escalones que conducen al río. 85 de estos siguen intactos.  Devotos de todo el país vienen al templo para presenciar el Ganges y el ídolo de piedra blanca de Brahma.
- El templo Mukteshwar Mahadev es un antiguo templo de Shiva en la ciudad.  Tiene Shiva lingam en el templo que se cree que fue construido por el sabio Parshuram.
- Nahush Koop es un pozo cuya agua proviene del Ganges.  El rey Nahush realizó un yajna aquí.
- Meerabai ki Reti es un destino turístico ubicado justo enfrente del templo Mukteshwar.  Es un tramo arenoso de tierra donde, según el folclore, Meerabai solía quedarse y ofrecer oraciones.
- Brijghat tiene muchos templos como Vedant Mandir, Hanuman Mandir, Amrit Parisar.

## Vías férreas
Hay dos estaciones de ferrocarril en la ciudad, llamadas Garhmukteshwar y Garhmukteshwar Bridge (Brijghat).  Están en la línea Delhi-Moradabad.